# Liste der indischen Botschafter beim Heiligen Stuhl
Die Liste der indischen Botschafter beim Heiligen Stuhl bietet einen Überblick über die Leiter der diplomatischen Vertretung Indiens beim Heiligen Stuhl seit der Aufnahme diplomatischer Beziehungen. Diese Aufgabe wird traditionell von dem indischen Botschafter in der Schweiz wahrgenommen.
| Amtszeit  | Name                            | Anmerkung                         |
| --------- | ------------------------------- | --------------------------------- |
| 1949–1951 | Dhirajlal Bhulabhai Desai       | Beauftragter                      |
| 1951–1952 | N. Raghavan                     | Beauftragter                      |
| 1952–1953 | Asaf Ali                        | Beauftragter                      |
| 1953–1954 | Dinshaw Gundevia Yezdezard      | Beauftragter                      |
| 1954–1955 | Abid Hasan Safrani              | Geschäftsträger                   |
| 1955–1958 | Mohan Sinha Mehta               | Beauftragter                      |
| 1958–1961 | M. K. Vellodi                   | Beauftragter                      |
| 1962–1964 | Rauf Mohamed Abdul              | Beauftragter                      |
| 1964–1967 | Vishnuprasad Chunilal Trivedi   | Beauftragter, ab 1965 Botschafter |
| 1968–1970 | Mohamed Azim Husain             | Botschafter                       |
| 1971–1974 | Arjan Singh                     | Botschafter                       |
| 1974–1977 | Avtar Singh                     | Botschafter                       |
| 1977–1978 | Uma Shankar Bajpai              | Botschafter                       |
| 1978–1979 | Amba Prasad                     | Geschäftsträger                   |
| 1979–1981 | Gurbachan Singh                 | Botschafter                       |
| 1981–1982 | Narendra Singh                  | Botschafter                       |
| 1982–1985 | Thomas Abraham                  | Botschafter                       |
| 1985–1986 | Om Parkash Aggarwal             | Geschäftsträger                   |
| 1986–1990 | Ashoke Sen Chib                 | Botschafter                       |
| 1990–1994 | Madhaw K. Mangalmurti           | Botschafter                       |
| 1994–2000 | Kizhakke Pisharath Balakrishnan | Botschafter                       |
| 2000–2002 | Niranjan Natverlal Desai        | Botschafter                       |
| 2002–2005 | Lal Goyal Praveen               | Botschafter                       |
| 2005–2006 | Bandhu Snehi Desh               | Geschäftsträger                   |
| 2006–2008 | Amitava Tripathi                | Botschafter                       |
| 2008–2009 | Ajaneesh Kumar                  | Geschäftsträger                   |
| 2009–2013 | Chitra Narayanan                | Botschafterin                     |
| 2013–2014 | Nagendra Prasad                 | Geschäftsträger                   |
| 2014–     | Mysore Kapanaiah Lokesh         | Botschafter                       |